# 流汗吧！健身少女
《流汗吧！健身少女》是三肉必起·牙霸子原作、MAAM作畫的日本漫畫作品。2016年8月5日起在小學館裏Sunday開發的手機應用程式MangaONE、網路漫畫平台裏Sunday連載中。2019年1月15日宣布製作電視動畫，首播日期於同年7月3日至9月18日。旁白由玄田哲章擔任。
故事以單元劇為主，每一話會介紹一種健身方式、器材或建議的飲食方式，也會穿插運動和格鬥的說明。此外，該作品與原作者的另一部網路漫畫《求道之拳》和連載完畢的《拳願阿修羅》以及正連載的續作《拳願奧米迦》、2023年5月開始連載的格鬥漫畫《一勝千金》都有共同的世界觀，部份拳願的角色也會在該作以路人的方式客串登場。本作的時間線同《拳願阿修羅》、《一勝千金》設定在《拳願奧米迦》之前，橫跨主角群二年級至三年級的經歷。

## 故事簡介
皇櫻女子學院高中生紗倉響為了減肥，與千金小姐奏流院朱美一起加入新開幕的健身俱樂部「SILVERMAN GYM」，在那裏遇見健身教練街雄鳴造，向他學習如何健身。之後兩人的同學上原彩也香、轉學生吉娜·波特及她們的老師立花里美也加入她們的行列。

## 登場角色

### 皇櫻女子學院

#### 學生
紗倉響（／ Sakura Hibiki），聲：菲魯茲·藍
身高160cm，體重55kg，三圍B88、W65、H88。
本作品主角。故事開始時為2年B班學生，褐色肌膚、金髮雙馬尾少女，成績中下。喜歡動作片、遊戲，左打。害怕幽靈鬼怪但俱備靈感體質。喜歡吃零食導致體重超標，被彩也香點明後決定去健身室鍛鍊，目標是改善身材後交到男朋友。由於喜歡吃而且分量不少，一直以來就持續重複著鍛鍊後暴飲暴食並因此復胖的循環模式，所以即使練出一身肌肉，但外面厚厚的脂肪仍然沒有消退，於是身材沒有太多改善。有驚人的怪力，直拳能把拳擊沙包的懸掛鐵鏈打斷、一腳踢斷了格鬥訓練用的假人等等，不過跑步等比耐力的項目就比主角團其他人差了一些、核心肌群也不太能支撐自己日益增加的體重。
曾在拳願外傳漫畫中的大胃王比賽中，展現出驚人的食量；連男主角十鬼蛇王馬都坦承，如果不是剛好食材沒了，可能會就此吃輸她也說不定。廚藝不錯，平常吃的東西是自己煮的，偶爾會去兄長的燒肉店幫忙。由於食量問題導致開銷極大，很容易被各式各樣帶有獎金的活動吸引，得知學校有贊助包含健身相關訓練費用後，向校方申請訓練輔助。三年級在學校填寫未來志願表時，提及希望前往美國的大學研究運動理論。
奏流院朱美（／ Sōryūin Akemi），聲：雨宮天
身高168cm，體重54kg，三圍B80、W59、H83。
2年A班學生，文武雙全、才色兼備的千金優等生，同時也是學生會成員。特徵是黑色長直髮。祖先是平安時代的貴族名家，因此家族還有佔地篇幅較廣的領地。姊姊是學院理事長奏流院紫音，是作者另一部作品《拳願阿修羅》的登場角色。擅長所有運動，十分喜歡肌肉感和運動，也對肌肉與運動相關知識十分了解。跟姊姊紫音一樣是個深度「肌肉」愛好者，挑選男友的首要條件就是一身健美的肌肉，對於猛男裸體沒有抗性，自從加入健身房之後，幾天沒有看到街雄的胸肌就會心神不寧。由於沒有特殊靈感體質，因此無法看見豐田。
升上三年級期間向校方申請創辦肌肉鍛鍊社團，在校園裡的活動總部於漫畫161話正式完工，社團成立後不但廣受學生和教職人員好評，還登上新聞版面，有意讓肌肉鍛鍊社團增設包含柔道、摔跤、綜合格鬥等格鬥技訓練。
上原彩也香（／ Uehara Ayaka），聲：石上靜香
身高160cm，體重50kg，三圍B74、W59、H79。
2年B班學生，響的朋友，經常將褐色頭髮梳成盤髮。和響一樣喜歡動作片、遊戲，成績也不太理想，右打。家裡經營著拳擊館，父親是職業拳擊手，有位名叫上原奈奈的姊姊。雖然口中說著沒興趣繼承家業，但是在父親耳濡目染和長期陪練下，擁有著一身健美的身材與不輸職業的拳擊能力。弱點是怕冷和懼高症，因此極力避免需要待在高處和搭飛機的場合。
與吉娜經常互有競爭。在「剛一 Grand 少女FIGHT」格鬥祭典女子組競賽的決賽中，與吉娜展開對決，與吉娜的實力不分軒輊，但在最終回合以刺拳擊中吉娜的頭部令其倒地而奪得冠軍。其後在女子腕力比賽和朱美先後挑戰吉娜，但最終由吉娜奪冠
吉娜·波特（ Jīna Boido），聲：東山奈央
身高168cm，體重59kg，三圍B83、W60、H85。
俄羅斯的17歲白髮少女。為莫斯科市內大賽前五名，「SILVERMAN GYM」分部會員。過去曾經在家鄉學習過桑搏，格鬥技術有一定的水準，只要聽聞互動對象有接觸格鬥領域便會想要交手切磋。底下有4個長相和她一模一樣的妹妹。為比腕力比賽，從俄羅斯莫斯科跑來日本席爾曼健身俱樂部參加比賽，被響秒殺之後，為近距離觀察響以留學生身份跑到皇櫻女子學院高中部就讀，分到2年A班，之後又選擇響的家當寄宿家庭。崇拜的偶像是俄羅斯大統領佩京，即現實中的俄羅斯總統普丁。為《拳願阿修羅》登場角色伊旺·卡拉耶夫的姪女，其修習的桑博同時《拳願阿修羅》續作《拳願阿奧米迦》登場角色德尾德道師出同門。
聲稱受到成龍影響而開始鑽研日本文化（被多次吐槽過成龍根本不是日本人），對動漫和偶像文化尤其著迷，所以一眼就識破了立花老師的變裝。目前正想著和大家以偶像團體出道。在學校填寫未來志願表時，提及憧憬藝能相關出路並希望在功夫電影演出。為了塑造個人形象，每過一段時間就會改變一次說話方式。在俄羅斯旅行篇擔任一行人的嚮導兼返鄉探親。
在「剛一 Grand 少女FIGHT」格鬥祭典女子組競賽的決賽中，與彩也香展開對決，其快攻速度一度讓彩也香僅能採取防守，但在最終回合被彩也香以刺拳擊中頭部惜敗。
星奈詠美（ Hoshina Eimi），聲：
2年F班學生，兼任學生會副會長。外型中性且身形高的金短髮少女，行為捉摸不定，學業不佳，對運動和唱歌苦手。將響視為勁敵，同時對朱美抱有同性愛。由於持有普通重型機車駕照，平常習慣騎機車通勤上下學。
松田彗（ Matsuda Kei），聲：
1年C班學生，兼任學生會書記。個性文靜內向，偶然看見星奈詠美和靈王寺藍發生爭執，於是提出讓兩人進行抬輪胎的比賽，結果比賽以詠美、藍均被輪胎壓倒告終。姊姊是作者另一部作品《拳願阿修羅》登場角色兼皇櫻集團裡事長秘書松田智子。
本鄉姬奈（／ Hongou Hina）
作者另一部作品《一勝千金》女主角，在《拳願阿修羅》與《流汗吧！健身少女》、《一勝千金》三作聯動番外漫畫登場。

#### 教師
立花里美（／ Tachibana Satomi），聲：堀江由衣
身高166cm，體重59kg，三圍B88、W60、H88。
皇櫻女學院的世界史教師，29歳，單身。由於體重超標而被學校其他老師推薦去學校旁邊新開的健身室鍛鍊，希望在健身室能避開同校的師生，不過在現場遇到紗倉響等同校學生，還在猶豫的時候看到了帥哥教練（街雄）而入會。興趣是Cosplay，以別名「百合亞里子（ Yuria Riko）」參加Cosplay活動的人氣Coser。少數知道這個興趣的其中一人，是作者另外一部作品《拳願阿修羅》和《求道之拳》中的角色幕石光世（小宇宙的師傅）。雖然不希望被別人知道這個愛好。卻馬上被吉娜識破身份。在女子酒聚會時意外被愛菜老師、上原奈奈、坂口所知翻出扮裝道具服，以年末健身房忘年會準備活動為由帶過。
在《拳願》X《流汗吧！健身少女》X《一勝千金》聯合番外篇和山下一夫在居酒屋偶遇剛離開表格鬥界的天馬希望，三者在酒後互吐苦水，結果在翌日酒醒後完全忘卻此事。
愛菜留美香（／ Aina Rumika），聲：戶松遙
身高164cm，體重55kg，三圍B80、W58、H82
皇櫻女學院2年B班的班級導師，30歳單身，以前當過不良少女。某天和吳夜叉撿到了立花里美掉落的會員卡後前來健身房參觀，最終和吳夜叉成為另一家分店的會員。是教師裡較早發現立花老師有Cosplay興趣者。
吳夜叉（／ Kure Yakusha），聲：大原沙耶香
身高167cm，體重55kg，三圍B83、W61、H84。
皇櫻女學院2年A班的班級導師，34歳，是全校年紀最大的女性教師，所以年齡有關的話題是她的禁忌。已婚，有兩個孩子。出身於京都，她的外貌看起來是清純的和風美女，睜眼時的雙眼為黑底紅瞳，但意外的十分毒舌。是作者另一部作品《拳願阿修羅》角色吳迦樓羅和吳沙樓羅的母親，吳一族長老吳惠利央的孫女，兼職殺手。

### SILVERMAN GYM
街雄鳴造（／ Machio Naruzo），聲：石川界人
「SILVERMAN GYM」的健身教練，相貌看起來是清爽型美男子，但頭部以下是不折不扣的肌肉猛男，呈現出如合成照片的反差。他就讀高中時，參加美式足球社團，畢業後到美國留學，學習運動理論，以擔任健身教練為目標。因cosplay猛男角色而在網路上小有名氣，同時也有神職人員資格，在自家的「益荒神社」擔任神主，年末年初時會在神社幫忙，參拜者稱呼他為肌肉大明神，本身能感應到靈體的存在。在腕力競賽以壓倒式攻勢勝過響，但同時評價響讓他有一瞬間使出真本事。漫畫第60話被朱美揭露已有交往對象。
102話一拳擊爛沙包的力量，讓來客串的拳願角色加奧朗懷疑是鬥技者。
出入苦多朗（／ Deire Kutarou），聲：吉野裕行
為偶像選拔會的評審，兼任節目製作人，曾經認為想當偶像應該要與眾不同，但看過吉娜等人過於震撼的表演之後，還是覺得偶像普普通通就好了。由於吉娜等人二度登台演出，讓收視率瞬間爆增至當時收視率第二名，連帶讓節目製作主獲得採訪「SILVERMAN GYM」的機會。採訪「SILVERMAN GYM」的期間向街雄反映小腿腹過瘦造成的困擾、接受街雄安排健身後，意外導致節目內容變成讓他進行肉體改造的挑戰而大受好評。舉辦「拳技機能得多少分」競賽名義的整人節目，結果被響一口氣拿下100萬日圓獎金。此後凡是其製作的節目和策辦的活動，都會因為響等人的影響意外出狀況讓收視率上漲，但也經常伴隨著與傑森被捲入麻煩事件的狀況。
傑森·斯蓋薩姆（Jason Skatham），聲：中村悠一
原為美國動作片巨星哈諾·德格根喬立加的秘書，在健美比賽後受命擔任街雄鳴造的鍛鍊助理。接觸出入苦多朗節目製作的過程，和出入苦多朗一拍即合，但此後凡是和出入苦多朗參與外景節目，都會被捲入麻煩事件。
坂口姪（／ Sakaguchi Mei）
身高157cm，體重49kg，三圍B78、W57、H86
藝能事務所所屬的專業cosplayer，本名不公開，26歲。以高露出度的cosplay獲得知名度，被招攬進藝人事務所而名聲高漲，有意轉型全方位藝人。個性腹黑，情緒激動時會出現顏藝，由於先前的辛苦經歷習慣打安全牌，將立花老師等人當成陪襯。十分害怕鬼怪。參加「肌肉王決定賽」女子組競賽，結果在出入主持的智商競賽為了搶答意外咬傷舌頭。此後作為「SILVERMAN GYM」的訓練常客，私底也有兼營網路影音頻道擔任網紅上傳健身影片而廣受好評。在「剛一 Grand 少女FIGHT」格鬥祭典女子組競賽擔任舉牌女郎。漫畫第165話開始在「Love Love Gym」工作。
豐田忠勝（／ Toyoda Tadakatsu）
幽靈，全名為「豐田金八郎忠勝」。生前是戰國時期的知名武將，因為落入敵方將領陷阱而殞命，頭顱被葬在肉肉寺。隨著時代變遷由於地基風化令風印石碑倒塌，靈魂在試膽大會附身在吉娜身上意圖搗亂，不過被街雄感應到後以驅魔儀式（健身）淨化，隨後也加入「SILVERMAN GYM」健身房。由於生前不受女性青睞，對親密的男女們抱持敵意。僅有俱備靈感體質者（街雄、響、出入）能看見且知道其為幽靈身份。漫畫第69話應徵錄取為墓園看守者，與墓園亡者相處甚歡。雖然已是幽靈之身，仍能具現化自己的身軀在眾人面前活動，但與此同時也會承擔身體受傷的危險。
是作者另一部作品《拳願阿修羅》登場角色：裏格鬥團體「煉獄」創辦經營者豐田出光的祖先。
宇都宮心春（／ Utsunomiya Koharu）
街雄的學妹，「SILVERMAN GYM」京都分店的教練。喜歡黑道電影。擁有能夠同時戰勝彩也香和吉娜的戰鬥能力。
中澤凜
漫畫第170話初登場，體態偏豐腴的少女，是伊吹經營的燒肉店常客。由於光顧燒肉店時對伊吹一見傾心，為了經常見到他屢次光顧燒肉店造成體態發胖，轉而將身材變型的不滿遷移至響的身上，單方將響視為對手。
荒流院楓
漫畫第170話初登場，奏流院家分家出身的少女，人設為對朱美抱持敵對心的少女。
一橋杏
漫畫第170話初登場，體態和彩也香相近的少女，將彩也香視為對手。
米亞·艾爾納朗德斯（ミア·エルナンデス）
漫畫第174話初登場，「SILVERMAN GYM」的巴西聖保羅分部健身教練，精於巴西柔術、兼任教練開堂授課的美女。為人親切友善且身手不凡，據街雄形容是少數能和宇都宮心春平等過招的女性，能夠瞬間制伏彩也香和吉娜。初見面時便讓吉娜燃起競爭意識，在決鬥過程中輕鬆將吉娜制服取勝。受邀擔任皇櫻女子學院護身術指導老師而獲得好評，促使「SILVERMAN GYM」的女性客群跟著增加。
美谷花奈
作者另一部作品《一勝千金》登場主要角色之一，黑道神宮寺組現任組長，在《拳願阿修羅》與《流汗吧！健身少女》、《一勝千金》三作聯動番外漫畫登場，在健身房被響拾獲手槍引起騷動。

### 其他角色
上原奈奈（／ Uehara Nana），聲：佐藤利奈
身高167cm，體重59kg，三圍B79、W62、H83。
彩也香的姊姊，和街雄是從小學到高中的同學，和「SILVERMAN GYM」合作開設了格鬥訓練區。比起妹妹更專注經營家中拳擊館。正在積極的招攬響進入拳館。
紗倉伊吹（／ Sakura Ibuki）
響的哥哥，與街雄和奈奈是高中同學。外型英俊，初登場時其容貌便讓彩也香、吉娜、里美著迷。職業是模特兒，於京都的大學修完經濟學之後，在東京做過上班族，現在自行開燒肉屋「炭火燒肉櫻」，並兼職高樓公寓的房東。有重度的中二病。生日6月6日。巨人球迷，會把所有不到100的數字都以穿過相同背號的巨人隊球星代替，例如會把55讀作松井、把8讀作仁志。擅唱抒情演歌。
哈諾·德格根喬立加（Barnold Shortsinator），聲：玄田哲章
美國動作片巨星的電影演員，街雄的師傅。現實中的原型是阿諾史瓦辛格。邀請街雄參加好萊塢健身大會。
小津俊夫（／ Ozu Toshio），聲：飛田展男
作者另一部作品《拳願阿修羅》的登場角色。皇櫻女子大學文學院英文系副教授，在這部主要作為健身DVD的講者。
／
白薔薇山大山寺的住持。105歳。在作者另一部作品《拳願阿修羅》漫畫第225話亦有登場。
／ & ／
大山寺的修行僧。在作者另一部作品《拳願阿修羅》漫畫第225話和《拳願奧米迦》漫畫第55話登場和提及。
／
栃木暴走族「泡姫」3代目総長。擁有拳擊經驗。
關林淳，聲：山根雅史
作者另一部作品《拳願阿修羅》登場角色，在本作中作為職業摔角訓練說明者登場。
暮石光世
作者另二部作品《拳願阿修羅》系列、《一勝千金》登場，在本作中以整骨院執業者身份登場，而里美是整骨院的忠實客戶。
亞當·達多利
作者另一部作品《拳願阿修羅》登場角色，在漫畫第35話響、朱美、吉娜抵達美國期間與隨車女郎前往好萊塢健身大會，順勢讓響等人搭便車。
加奧朗.溫薩瓦德，聲：津田健次郎
作者另一部作品《拳願阿修羅》登場角色，稱號「鬥神」的泰國拳擊手暨拉爾瑪十三世保鑣。在本作中首次出現是在上原彩也香家經營拳擊館的所屬冠軍選手照片行列，在102話中本人擔任一日拳館指導而客串登場，對於一拳就弄壞拳擊沙包的街雄鳴造感到震驚。149話在上原家拳館畫面再度露臉。
十鬼蛇王馬（／）
作者另一部作品《拳願阿修羅》登場主角，外傳漫畫中的曾與紗倉響一同比過大胃王比賽。
吳迦樓羅（／ Kure Karura），聲：黑澤朋世
作者另一部作品《拳願阿修羅》登場角色，吳一族長老吳惠利央的外孫女，吳夜叉的女兒。在《流汗吧！健身少女》和《一勝千金》的聯動外傳漫畫登場，以高中生的身份參觀校園，被母親介紹給響等人，和《一勝千金》的女主角本鄉姬奈擦身而過，察覺對方實力非凡。
御勝拳下屡、肉賀透太郎、貼句無机男
依序為「青銅力量」、「白色權威」、「黃金魄力」健身房教練，參加「肌肉王決定賽」，但最終皆輸給街雄。
／
京都的名門女子高中「菊皇女學園」三年級生。外型是白色長髮紅瞳的美少女，容易有大幅度的情緒起伏，自初中時期便是運動健將，幫助各種社團取得優勝。對珠美相當執著且視為對手，因此一度被星奈詠美當成情敵。
彌生あゆみ
鎖定女性客群的健身房「Love Love Gym」的健身顧問，提供顧客健身、營養、運動諮詢，和「SILVERMAN GYM」為合作關係。認識響等人後對他們超乎一般人的表現大為吃驚，經常被他們刷新認知。由於和響同為影星粉絲交流甚歡。
大久保直也
作者另一部作品《拳願阿修羅》登場角色，稱號「格鬥王」的綜合格鬥家，在本作中以客串角色身份出現在電視台節目上。
冰室涼
作者另一部作品《拳願阿修羅》登場角色，稱號「冰帝」的截拳道格鬥家兼「大宇宙」酒吧的調酒師。本作中首次登場於四格漫畫，街雄經常光顧此店。
黑木玄齋
作者另一部作品《拳願阿修羅》登場角色，稱號「魔槍」的暗殺流派「怪腕流」現任當主。在本作中作為示範空手道訓練的示範角色短暫登場。
山下一夫
作者的著作《拳願阿修羅》系列登場主要角色之一，輔佐「拳願會」的「山下商事」社長，對自己從普通上班族不知不覺間開始從事裏格鬥感到吃不消。在聯合番外篇和立花里美在居酒屋偶遇剛離開表格鬥界的天馬希望，三者在酒後互吐苦水，結果在翌日酒醒後完全忘卻此事。
天馬希望
作者另一部作品《一勝千金》登場主要角色之一，曾在表格鬥界活躍、但因為視網膜剝離退出表格鬥界的女格鬥家，在《一勝千金》身兼女性裏格鬥界團體「女武神」創辦者兼主要負責人。在聯合番外篇在居酒屋偶遇山下一夫和立花里美，三者在酒後互吐苦水，結果在翌日酒醒後完全忘卻此事。
伊織一華
作者另一部作品《一勝千金》登場主要角色之一，曾任警視廳暴力對策科、現任少年科的女警察，在《一勝千金》身兼女性裏格鬥界團體「女武神」創辦者兼次要負責人。在《拳願》X《流汗吧！健身少女》X《一勝千金》聯動番外篇，連同希望看見男扮女裝試圖搭便車的光我和淺利孝介忍不住吐槽後者穿著。
成島光我
作者的著作《拳願阿修羅》系列續作《拳願奧米迦》登場主要角色，在《拳願》X《流汗吧！健身少女》X《一勝千金》聯動番外篇出席京都格鬥賽但接連敗北輸掉旅費，原有意參加湯豆腐大胃王比賽賺取獎金，結果敗給紗倉響，聽從朋友淺利孝介的建議男伴女裝試圖搭便車但以失敗告終，被乘車路過的希望和一華吐槽變裝舉動。
淺利孝介
作者的著作《拳願阿修羅》系列續作《拳願奧米迦》登場角色，光我的朋友。在《拳願》X《流汗吧！健身少女》X《一勝千金》聯動番外篇建議光我出席京都格鬥賽，但由於光我接連敗北輸掉旅費而受指謫，事後跟著光我男伴女裝試圖搭便車但以失敗告終，被乘車路過的希望和一華吐槽變裝舉動。

## 出版書籍
| 冊數 | 小學館         | 小學館                 | 尖端出版      | 尖端出版               |
| 冊數 | 發售日期       | ISBN                   | 發售日期      | ISBN                   |
| ---- | -------------- | ---------------------- | ------------- | ---------------------- |
| 1    | 2016年12月19日 | ISBN 978-4-09-127466-3 | 2017年8月18日 | ISBN 978-957-107-618-8 |
| 2    | 2017年6月12日  | ISBN 978-4-09-127632-2 | 2017年11月6日 | ISBN 978-957-107-814-4 |
| 3    | 2017年12月12日 | ISBN 978-4-09-128050-3 | 2018年5月29日 | ISBN 978-957-108-147-2 |
| 4    | 2018年4月12日  | ISBN 978-4-09-128266-8 | 2019年9月20日 | ISBN 978-957-108-717-7 |
| 5    | 2018年10月19日 | ISBN 978-4-09-128674-1 | 2020年7月15日 | ISBN 978-957-108-990-4 |
| 6    | 2019年1月18日  | ISBN 978-4-09-128756-4 | 2020年7月15日 | ISBN 978-957-108-991-1 |
| 7    | 2019年6月19日  | ISBN 978-4-09-129238-4 | 2022年2月18日 | ISBN 978-626-316-412-3 |
| 8    | 2019年8月8日   | ISBN 978-4-09-129375-6 | 2023年8月18日 | ISBN 978-626-356-945-4 |
| 9    | 2020年4月10日  | ISBN 978-4-09-850092-5 | 2024年8月21日 | ISBN 978-626-377-880-1 |
| 10   | 2020年8月12日  | ISBN 978-4-09-850219-6 |               |                        |
| 11   | 2021年1月19日  | ISBN 978-4-09-850436-7 |               |                        |
| 12   | 2021年4月12日  | ISBN 978-4-09-850500-5 |               |                        |
| 13   | 2021年8月11日  | ISBN 978-4-09-850665-1 |               |                        |
| 14   | 2021年12月10日 | ISBN 978-4-09-850830-3 |               |                        |
| 15   | 2022年5月18日  | ISBN 978-4-09-851109-9 |               |                        |
| 16   | 2022年7月19日  | ISBN 978-4-09-851199-0 |               |                        |
| 17   | 2022年12月19日 | ISBN 978-4-09-851451-9 |               |                        |
| 18   | 2023年4月12日  | ISBN 978-4-09-852002-2 |               |                        |
| 19   | 2023年9月19日  | ISBN 978-4-09-852832-5 |               |                        |
| 20   | 2024年8月19日  | ISBN 978-4-09-853528-6 |               |                        |

## 電視動畫

### 製作人員
- 原作：三肉必起·牙霸子、MAAM（作畫）
- 導演、音響監督：山崎光惠
- 劇本統籌：志茂文彥
- 人物設定：菊池愛
- 道具設定：中島千明、松本惠
- 美術設定：高橋武之
- 美術監督：杉浦美穗
- 色彩設計：真壁源太
- 攝影監督：伊藤邦彥
- 剪輯：武宮睦美
- 音樂：橋本由香利
- 音樂製作：KADOKAWA
- 音樂製作人：若林豪
- 製作人：菊島憲文、佐佐木禮子、飯塚彩、中東豐和、伊藤裕士、尾形光廣
- 執行製作人：鐮田肇、齊藤真吾
- 動畫製作：動畫工房
- 製作：SILVERMAN GYM（KADOKAWA、小學館、AT-X、動畫工房、NTTPlala（日语：ぷらら）、角川Media House）[32]

### 主題歌
片頭曲（第1話－第12話）
主唱：紗倉響（菲魯茲·藍）、街雄鳴造（石川界人）
作詞： ，作曲：烏屋、篠崎，編曲：篠崎
片尾曲（第1話－第11話）
主唱：街雄鳴造（石川界人）
作詞：烏屋，作曲：烏屋、篠崎，編曲：篠崎
插入曲「Snow Globe」（第12話）
主唱：tea
作詞、作曲、編曲：tea

### 各話列表
| 話數 | 日文標題 | 中文標題 | 編劇     | 分鏡     | 演出       | 作畫監督 | 總作畫監督                                             |
| ---- | -------- | -------- | -------- | -------- | ---------- | --- | ------------------------------------------------------ |
| 1    |          |          | 志茂文彥 | 山崎光惠 | 山崎光惠   | 工藤裕加、瀧原美樹                                                                                                  | 菊池愛                                                 |
| 2    |          |          | 志茂文彥 | 野呂純惠 | 野呂純惠   | 平山寬菜、立口德孝 天﨑                                                                                             | 天﨑                                                   |
| 3    |          |          | 志茂文彥 | 吉川博明 | 守田芸成   | 伊澤珠美 | 瀧原美樹、工藤裕加 菊永千里、菊池政芳 海保仁美         |
| 4    |          |          | 志茂文彥 | 吉川博明 | 野木森達哉 | 鈴木彩乃、助川裕彥                                                                                                  | 菊池愛                                                 |
| 5    |          |          | 志茂文彥 | 福田道生 | 鳥羽聰     | 袖山麻美、中本尚 | 天﨑                                                   |
| 6    |          |          | 志茂文彥 | 野呂純惠 | 野呂純惠   | 立口德孝、垣內郁美 平塚知哉、久保茉莉子 菅原美智代、宮野健 上野沙彌佳                                               | 工藤裕加、瀧原美樹 菊池愛、菊永千里 菊池政芳、海保仁美 |
| 7    |          |          | 志茂文彥 | 齊藤哲人 | 瀨藤健嗣   | 川本由記子、伊藤珠美 館崎大、曾我篤史 菅原美智代、上野沙彌佳 宮野健、永田文宏                                       | 菊池愛、菊永千里 菊池政芳、海保仁美                    |
| 8    |          |          | 志茂文彥 | 吉川博明 | 守田芸成   | 宮永梓、鈴木彩乃 曾我篤史、平塚知哉 立口德孝、中田亞希子 中島大智、中本尚                                           | 天崎                                                   |
| 9    |          |          | 志茂文彥 | 宮崎渚   | 野木森達哉 | 瀧原美樹、谷口健太 袖山麻美、工藤裕加 菅原美智代、上野沙彌佳 宮野健、池添優子、乘富梓                               | 瀧原美樹、工藤裕加 菊永千里、菊池政芳 海保仁美         |
| 10   |          |          | 志茂文彥 | 高柳滋仁 | 鳥羽聰     | 川本由記子、伊澤珠美 館崎大、曾我篤史 助川裕彥、鈴木彩乃 平塚知哉、立口德孝                                         | 菊池愛、工藤裕加 菊永千里、菊池政芳 海保仁美           |
| 11   |          |          | 志茂文彥 | 野呂純惠 | 野呂純惠   | 垣內郁美、曾我篤史 谷口健太、平塚知哉 中田亞希子、袖山麻美 立口德孝、菅原美智代 上野沙彌佳、宮野健 池添優子、乘富梓 | 天﨑、菊永千里 菊池政芳、海保仁美                      |
| 12   |          |          | 志茂文彥 | 山崎光惠 | 山崎光惠   | 袖山麻美、伊澤珠美 曾我篤史、立口德孝 平塚知哉、川本由記子 館崎大、菅原美智代 上野沙彌佳、池添優子、乘富梓          | 菊池愛、菊永千里 菊池政芳、海保仁美                    |

### 播放電視台
| 播放日期              | 播放時間                   | 播放電視台 | 播放地區 | 備註                  |
| --------------------- | -------------------------- | ---------- | -------- | --------------------- |
| 2019年7月3日－9月18日 | 星期三 22時30分 - 23時00分 | AT-X       | 日本全國 | CS放送 有重播         |
|                       | 星期三 23時30分－24時00分  | TOKYO MX   | 東京都   |                       |
|                       | 星期三 24時00分－24時30分  | KBS京都    | 京都府   |                       |
|                       |                            | SUN電視台  | 兵庫縣   |                       |
|                       | 星期三 26時05分－26時35分  | 愛知電視台 | 愛知縣   |                       |
| 2019年7月4日－9月19日 | 星期四 24時30分－25時00分  | BS11       | 日本全國 | BS放送 『ANIME+』時段 |

| 發佈日期              | 發佈時間                  | 發佈網站 |
| --------------------- | ------------------------- | --- |
| 2019年7月3日－9月18日 | 星期三 23時00分 更新      | 光TV |
|                       | 星期三 23時00分－23時30分 | AbemaTV |
| 2019年7月8日－9月23日 | 星期一 22時30分 更新      | dTV頻道 |
| 2019年7月10日之後     | 不明                      | d動畫商城 niconico GYAO！ （ 日语 ： GYAO!） FOD （ 日语 ： フジテレビオンデマンド） 萬代頻道 Hulu Netflix J:COM On-Demand （ 日语 ： ジュピターテレコム） Video Pass （ 日语 ： ビデオパス） Anime放題 （ 日语 ： アニメ放題） U-NEXT Amazon Prime Video animeteleto Rakuten TV DMM.com Video Market （ 日语 ： ビデオマーケット） HAPPY！動畫 Movie Full Plus |

### 藍光&DVD
| 卷數 | 發售日期       | 收錄話數       | 規格編號   | 規格編號   | 封面健將                               |
| 卷數 | 發售日期       | 收錄話數       | 藍光版     | DVD版      | 封面健將                               |
| ---- | -------------- | -------------- | ---------- | ---------- | -------------------------------------- |
| 1    | 2019年9月25日  | 第1話～第3話   | ZMXZ-13491 | ZMBZ-13501 | 紗倉響&奏流院朱美                      |
| 2    | 2019年10月25日 | 第4話～第6話   | ZMXZ-13492 | ZMBZ-13502 | 上原彩也香&吉娜·波特                   |
| 3    | 2019年11月27日 | 第7話～第9話   | ZMXZ-13493 | ZMBZ-13503 | 立花里美&愛菜留美香&吳夜叉             |
| 4    | 2019年12月25日 | 第10話～第12話 | ZMXZ-13494 | ZMBZ-13504 | 紗倉響&奏流院朱美 上原彩也香&吉娜·波特 |

## 外部連結
- 《流汗吧！健身少女》裏Sunday官網 （日語）
- 電視動畫「流汗吧！健身少女」官方網站 （页面存档备份，存于） （日語）
- 電視動畫「流汗吧！健身少女」官方的X（前Twitter） （日語）